# 城巴N29線
城巴N29線是香港的一條通宵巴士路線，來往東涌站及將軍澳（康盛花園）。

## 歷史
- 1999年12月20日：配合機場通宵路線重組而投入服務，取代N23線於彩虹至藍田一段的服務，當時的寶林總站位於寶琳北路將軍澳臨時房屋區對開，落客站及上客站分別即是今日的寶仁樓及寶林消防局分站。
- 2000年8月14日：來回程不再經竹園邨。
- 2000年10月22日：寶林總站遷往新都城二期地下的寶林公共運輸交匯處。
- 2001年6月26日：來回程繞經調景嶺。
- 2003年6月9日：來回程繞經將軍澳市中心。
- 2012年5月13日：將軍澳區總站由寶琳遷至康盛花園，來回程改經林盛路、寶琳北路、寶康路、寶豐路、欣景路及佳景路，並更改康盛花園開車時間為03:50、04:20及04:50[1]。
- 2017年6月29日：本線在長假期之特別班次（05:18由藍田站開出）將由NA29線的04:40及05:05由寶琳站開出班次取代。
- 2017年12月15日：增設實時抵站時間查詢服務。[2]
- 2020年10月2日：往將軍澳方向加停將軍澳隧道巴士轉乘站，並增設八達通轉乘優惠。[3]
- 2021年5月1日：往東涌方向加停將軍澳隧道巴士轉乘站，並增設八達通轉乘優惠。[4]

## 服務時間
每日
- 東涌站開：00:15、01:10
- 康盛花園開：03:50、04:20、04:50

## 收費
全程：$24.8（機場員工優惠票價：$21.7）
- 將軍澳隧道轉車站往東涌站：$23.8（機場員工優惠票價：$20.7）
- 青嶼幹線巴士轉乘站往東涌站：$13.5
- 過北大嶼山公路後往東涌站：$5.3
- 青嶼幹線巴士轉乘站往康盛花園：$21.7
- 畢架山花園往康盛花園：$12.4
- 九龍灣站往康盛花園：$8.8

| - 本線設有12歲以下小童及65歲或以上長者半價優惠。 - 65歲或以上香港居民使用「樂悠咭」，以及12歲以下合資格殘疾兒童使用「殘疾人士身份」個人八達通繳付車資，均可享有每程$2.0或半價（以較低者為準）的票價優惠；12至64歲合資格殘疾人士使用「殘疾人士身份」個人八達通（包括「樂悠咭」），以及60至64歲香港居民使用「樂悠咭」繳付車資，均可享有每程$2.0或全費（以較低者為準）的票價優惠。 - 65歲或以上長者如使用長者或一般個人八達通繳付車資，則只可享有半價優惠；12至64歲合資格殘疾人士如不使用「殘疾人士身份」個人八達通，以及60至64歲人士如不使用「樂悠咭」繳付車資，必須繳付全費。 - 乘客可以現金或八達通於上車時付款，不設找續。 - 每位成人乘客可免費攜帶最多兩名4歲以下而不佔座位的兒童乘客乘車，超額之4歲以下小童必須繳付小童車費乘車。 - 九龍巴士、城巴及龍運巴士全職員工及家屬（不包括外判職員）可免費乘搭本路線，惟必須拍職員或職員家屬八達通。 - 乘客亦可使用AlipayHK「易乘碼」、支付寶、 WeChatHK／微信支付「搭車碼」、銀聯雲閃付「乘車碼」及BOC Pay「乘車碼」、具有感應式支付功能的VISA、Mastercard及銀聯卡，以及Apple Pay、Google Pay及Samsung Pay流動支付平台繳付車資。使用此支付方式的乘客可享有中途下車之分段收費，以及與其他城巴獨營路線或聯營線城巴班次之轉乘優惠，惟不適用於與非城巴路線之轉乘優惠。使用此支付方式的乘客亦不能享有「公共交通費用補貼計劃」及「長者及合資格殘疾人士公共交通票價優惠計劃」。 |

## 行車路線
東涌站開經：達東路、順東路、赤鱲角南路、駿坪路、駿運路、駿運路交匯處、航膳東路、駿運路交匯處、觀景路、東岸路、機場路、暢連路、機場（地面運輸中心）巴士總站、暢連路、暢達路、機場北交匯處、機場路、機場南交匯處、機場路、北大嶼山公路、青嶼幹線、青衣西北交匯處、長青公路、長青隧道、青葵公路、支路、呈祥道、龍翔道、天橋、鳳舞街、富美街、橫頭磡東道、橫頭磡南道、樂富巴士總站、橫頭磡東道、富美街、鳳舞街、天橋、龍翔道、大磡道、上元街、鳳德道、斧山道、天橋、彩虹道、彩虹通道、太子道東、觀塘道、鯉魚門道、啟田道、將軍澳道（南行）、支路、將軍澳道（北行）、將軍澳隧道、將軍澳隧道公路、迴旋處、寶順路、景嶺路、翠嶺路、寶邑路、昭信路、銀澳路、培成路、常寧路、寶寧路、寶琳北路、佳景路、欣景路、寶豐路、寶康路、寶琳北路及林盛路。
康盛花園開經：林盛路、寶琳北路、寶康路、寶豐路、欣景路、佳景路、寶琳北路、寶寧路、常寧路、重華路、培成路、銀澳路、昭信路、寶邑路、翠嶺路、景嶺路、唐明街、寶康路、靈康路、寶順路、將軍澳隧道公路、將軍澳隧道、將軍澳道、啟田道、鯉魚門道、觀塘道、天橋、龍翔道、鳳舞街、富美街、橫頭磡東道、橫頭磡南道、樂富總站、橫頭磡東道、富美街、鳳舞街、龍翔道、呈祥道、支路、青葵公路、長青隧道、長青公路、青衣西北交匯處、青嶼幹線、北大嶼山公路、機場路、暢連路、暢達路、機場北交匯處、機場路、機場南交匯處、機場路、東岸路、觀景路、未命名路、駿明路、觀景路、駿運路交匯處、航膳東路、駿運路交匯處、駿運路、駿坪路、赤鱲角南路、順東路及達東路。

### 沿線車站
| 東涌站開 | 東涌站開             | 東涌站開                     | 康盛花園開 | 康盛花園開           | 康盛花園開             |
| 序號     | 車站名稱             | 位置                         | 序號       | 車站名稱             | 位置                   |
| -------- | -------------------- | ---------------------------- | ---------- | -------------------- | ---------------------- |
| 1        | 東涌站               | 東涌站巴士總站               | 1          | 康盛花園             | 康盛花園公共運輸交匯處 |
| 2        | 赤鱲角南路           | 赤鱲角南路                   | 2          | 康盛花園             | 寶琳北路               |
| 3        | 亞洲空運中心         | 駿坪路                       | 3          | 翠林邨               | 寶琳北路               |
| 4        | 機場空運中心         | 駿運路                       | 4          | 富麗花園             | 寶康路                 |
| 5        | 香港空運貨站         | 駿運路                       | 5          | 寶林邨寶儉樓         | 寶豐路                 |
| 6        | 赤鱲角消防局         | 航膳東路                     | 6          | 欣明苑               | 欣景路                 |
| 7        | 國泰空廚             | 航膳東路                     | 7          | 景林邨               | 寶琳北路               |
| 8        | 國泰城               | 觀景路                       | 8          | 厚德邨               | 寶寧路                 |
| 9        | 二號檢查閘           | 暢連路                       | 9          | 重華路               | 重華路                 |
| 10       | 機場（地面運輸中心） | 機場（地面運輸中心）巴士總站 | 10         | 煜明苑               | 銀澳路                 |
| 11       | 一號客運大樓（北）   | 暢達路                       | 11         | 寶盈花園             | 寶邑路                 |
| 12       | 富豪機場酒店         | 暢達路                       | 12         | 將軍澳站             | 寶邑路                 |
| 13       | 青嶼幹線巴士轉乘站   | 北大嶼山公路                 | 13         | 入境事務處總部       | 寶邑路                 |
| 14       | 畢架山花園           | 龍翔道                       | 14         | 健明邨               | 景嶺路                 |
| 15       | 豐力樓               | 龍翔道                       | 15         | 唐明苑               | 唐明街                 |
| 16       | 天馬苑               | 龍翔道                       | 16         | 尚德邨尚智樓         | 唐明街                 |
| 17       | 橫頭磡邨宏業樓       | 富美街                       | 17         | 廣明苑               | 寶康路                 |
| 18       | 樂富邨               | 樂富巴士總站                 | 18         | 將軍澳隧道巴士轉乘站 | 將軍澳隧道             |
| 19       | 黃大仙站             | 龍翔道                       | 19         | 啟田商場             | 啟田道                 |
| 20       | 沙田坳道             | 龍翔道                       | 20         | 聖公會基孝中學       | 啟田道                 |
| 21       | 荷里活廣場           | 上元街                       | 21         | 藍田站               | 鯉魚門道               |
| 22       | 志蓮淨苑             | 鳳德道                       | 22         | 觀塘法院             | 鯉魚門道               |
| 23       | 彩虹邨金碧樓         | 彩虹邨通道                   | 23         | 觀塘站               | 觀塘道                 |
| 24       | 坪石邨               | 觀塘道                       | 24         | 駿業里               | 觀塘道                 |
| 25       | 啟業邨               | 觀塘道                       | 25         | 創紀之城             | 觀塘道                 |
| 26       | 九龍灣站             | 觀塘道                       | 26         | 定富街               | 觀塘道                 |
| 27       | 牛頭角下邨           | 觀塘道                       | 27         | 牛頭角下邨           | 觀塘道                 |
| 28       | 定富街               | 觀塘道                       | 28         | 德福花園             | 觀塘道                 |
| 29       | 牛頭角站             | 觀塘道                       | 29         | 九龍灣站             | 觀塘道                 |
| 30       | 觀塘市中心           | 觀塘道                       | 30         | 啟泰苑               | 觀塘道                 |
| 31       | 觀塘站               | 觀塘道                       | 31         | 彩虹邨丹鳳樓         | 龍翔道                 |
| 32       | 藍田站               | 鯉魚門道                     | 32         | 鑽石山站             | 龍翔道                 |
| 33       | 聖公會基孝中學       | 啟田道                       | 33         | 沙田坳道             | 龍翔道                 |
| 34       | 康田苑               | 啟田道                       | 34         | 摩士公園游泳池       | 龍翔道                 |
| 35       | 啟田邨啟仁樓         | 啟田道                       | 35         | 橫頭磡邨宏業樓       | 富美街                 |
| 36       | 觀塘警署             | 將軍澳道                     | 36         | 樂富邨               | 樂富巴士總站           |
| 37       | 將軍澳隧道巴士轉乘站 | 將軍澳隧道                   | 37         | 五旬節聖潔會永光書院 | 龍翔道                 |
| 38       | 富康花園             | 寶康路                       | 38         | 豐力樓               | 龍翔道                 |
| 39       | 唐明街               | 唐明街                       | 39         | 畢架山花園           | 龍翔道                 |
| 40       | 彩明苑彩富閣         | 景嶺路                       | 40         | 青嶼幹線巴士轉乘站   | 北大嶼山公路           |
| 41       | 調景嶺站             | 景嶺路                       | 41         | 二號檢查閘           | 暢連路                 |
| 42       | 將軍澳中心           | 寶邑路                       | 42         | 一號停車場           | 暢達路                 |
| 43       | 將軍澳站             | 寶邑路                       | 43         | 一號客運大樓（北）   | 暢達路                 |
| 44       | 將軍澳廣場           | 寶邑路                       | 44         | 富豪機場酒店         | 暢達路                 |
| 45       | 新寶城               | 銀澳路                       | 45         | 國泰城               | 駿明路                 |
| 46       | 南豐廣場             | 培成路                       | 46         | 赤鱲角消防局         | 航膳東路               |
| 47       | 厚德邨               | 寶寧路                       | 47         | 國泰空廚             | 航膳東路               |
| 48       | 景林邨               | 寶琳北路                     | 48         | 駿運南路             | 駿運路                 |
| 49       | 欣景路               | 欣景路                       | 49         | 機場空運中心         | 駿運路                 |
| 50       | 梁潔華小學           | 寶豐路                       | 50         | 亞洲空運中心         | 駿坪路                 |
| 51       | 怡心園               | 寶康路                       | 51         | 赤鱲角南路           | 赤鱲角南路             |
| 52       | 翠林邨               | 寶琳北路                     | 52         | 東涌纜車站           | 達東路                 |
| 53       | 康盛花園             | 康盛花園公共運輸交匯處       | 53         | 東涌站               | 東涌站巴士總站         |

## 小資料
- 本線是繼九巴路線48、48A(均已取消)、73X由獅子山隧道改經城門隧道後，首條再次有兩邊總站均在新界區，需經由九龍前往的專利巴士路線，不過是通宵路線。
- 本線與E22A線是全港唯一一組，在同一服務範圍內，日夜收費相同的路線組合（將軍澳區，日夜均為$24.8）；但機場員工優惠票價較日間便宜。

## 外部連結
- 城巴N29線 （页面存档备份，存于）
- Allnight Citybus Route 城巴通宵路線 - N29 （页面存档备份，存于）